# Ancistrus cuiabae
Espèce
Statut de conservation UICN

 LC  : Préoccupation mineure
Ancistrus cuiabae est une espèce de poissons d'eau douce de la famille des Loricariidae (ordre des Siluriformes).

## Répartition
Ce poisson est endémique du Brésil. Il se rencontre dans le bassin du rio Cuiabá (affluent du rio Paraguay ; État du Mato Grosso).

## Description
Ancistrus cuiabae peut mesurer jusqu'à 115 mm, queue non comprise.

## Classification
Le nom valide complet (avec auteur) de ce taxon est Ancistrus cuiabae Knaack (d), 1999.

### Étymologie
Son épithète spécifique, cuiabae, fait référence au rio Cuiabá dont ce poisson est endémique

### Publication originale
- (en) Joachim Knaack, « New Ancistrus species from the Rio Cuiba System, Brazil (Pisces, Siluriformes, Loricariidae) », Tropical Fish Hobbyist, États-Unis, vol. 47, no 12,‎ août 1999, p. 150-155 (ISSN 0041-3259).